# Hulajpołe (obwód połtawski)
Hulajpołe (ukr. Гуляйполе) – wieś na Ukrainie, w obwodzie połtawskim, w rejonie krzemieńczuckim, w hromadzie Hłobyne, nad Suchym Omelnykiem. W 2001 roku liczyła 19 mieszkańców.